# Schwarzmeer-Werft

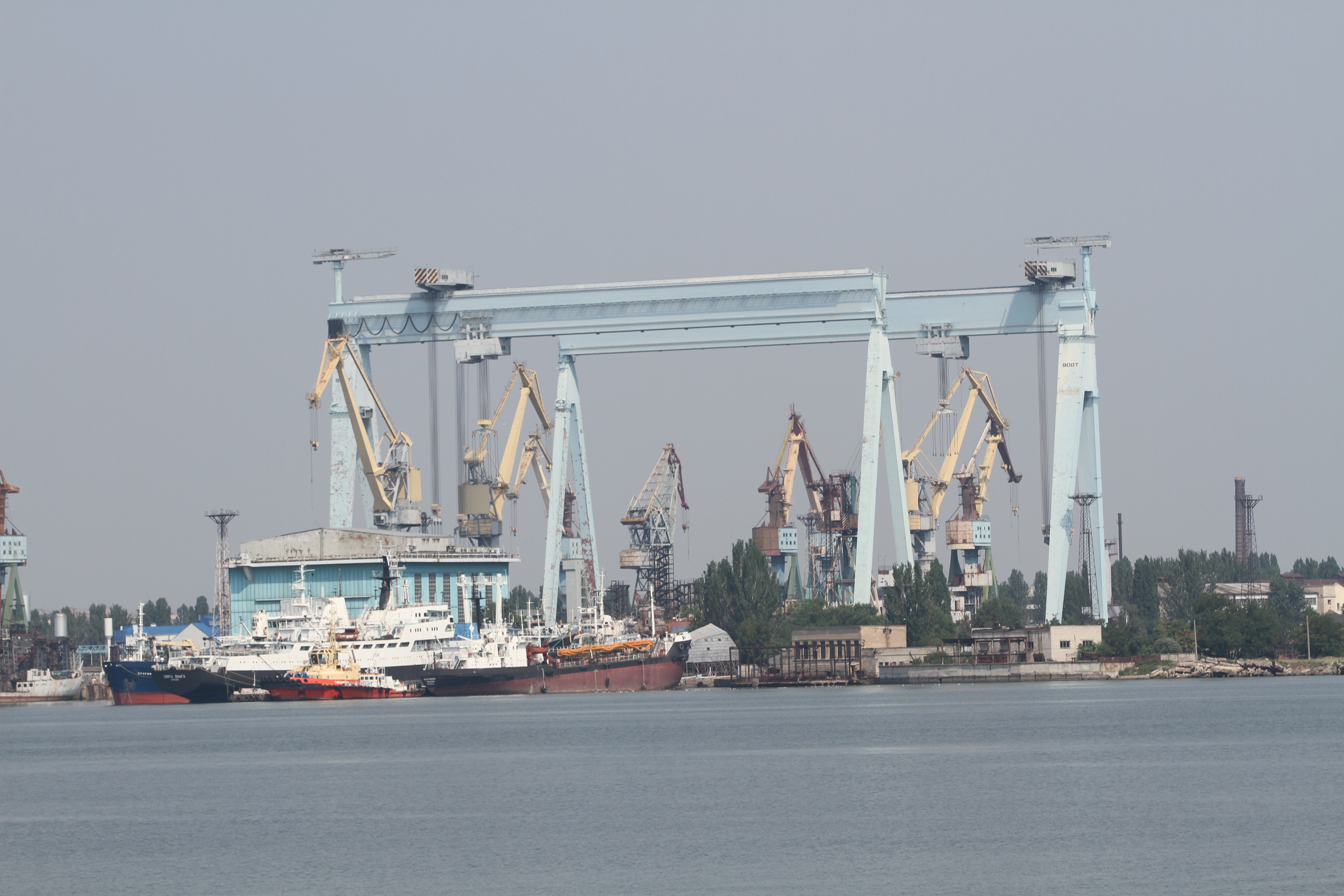
Schwarzmeer-Werft. Ansicht vom Fluss aus

Die Schwarzmeer-Werft (ukrainisch Чорноморський суднобудівний завод) ist eine staatliche Werft in der ukrainischen Hafenstadt Mykolajiw. Sie baute zahlreiche Schiffe für die zaristische Marine sowie für die sowjetische Marine. Die Werft wurde 1895 gegründet, war landläufig bis 1918 als Naval bekannt und firmierte zu sowjetischen Zeiten zuerst als Marty -Werft (Süd) und ab 1936 als Marty-Werft (Nr. 198) und später als Werft Nr. 444.
Das Schiffbauunternehmen befindet sich am Unterlauf des Flusses Südlicher Bug nahe beim Stadtzentrum von Mykolajiw.

## Geschichte
Seit der Stadtgründung im späten 18. Jahrhundert befand sich nördlich der Stadt im Mündungsbereich des Inhul in den Südlichen Bug neben dem alten Hafen die erste Schiffbauwerft, die heute unter dem Namen Werft Mykolajiw weiterbesteht. Am westlichen Rand des neuen Handelshafens von Mykolajiw südlich des Stadtzentrums errichteten Investoren aus Belgien 1895 den Betrieb Vereinigte Werft und Giesserei, wo seit 1898 Kriegsschiffe gebaut wurden. 1908 entstand durch die Fusion der Werft mit dem benachbarten Industrieunternehmen Schwarzmeer-Stahlbauwerkstätte und Giesserei die Firma Vereinigte Schiffbauwerft und Stahlbaufabrik Mykolajiw. Sie wurde auch Mykolajiw Süd genannt, um sie von der alten Werft am Inhul zu unterscheiden, die auch Werft Mykolajiw Nord hieß. 1911 übernahm das Unternehmen Vereinigte Baufabrik und Werft den Betrieb, der mit Unterstützung des englischen Rüstungskonzerns Vickers Limited weiterhin vor allem Kriegsschiffe herstellte.
Nach dem Ersten Weltkrieg erhielt das Unternehmen den Namen Schwarzmeer-Schiffbaubetrieb (russisch Tschernomorski sudostroitelny sawod). Mit der Stadt gelangte die Werft unter die Macht der kommunistischen Regierung und wurde verstaatlicht. Sie bildete jetzt so wie die Werft nördlich der Stadt einen Rüstungsbetrieb, der vorwiegend die russische Marine belieferte und dazu auch Handelsschiffe baute. In der sowjetischen Zentralverwaltungswirtschaft erhielt die Fabrik wechselnde Bezeichnungen: Werft Marti Süd (benannt nach dem französischen Kommunisten André Marty), dann Werft Nr. 198 und auch Werft Nossenko (nach dem sowjetischen Politiker und Admiral Iwan Issidorowitsch Nossenko) sowie später Werft Nr. 444. Seit Beginn an baute die Werkstätte große Kriegsschiffe und Unterseeboote für die sowjetische Marine.
Während des Zweiten Weltkriegs unterbrach die deutsche Besetzung der Ukraine die Tätigkeit der Werft. In der Nachkriegszeit erweiterte der Betrieb die Produktion angesichts der gesteigerten Bedeutung der sowjetischen Flotte, die zunehmend auf den Ozeanen aktiv war. In den 1950er Jahren  umfasste das Bauprogramm unter anderem Unterseeboote der Whiskey-Klasse (offizielle Bezeichnung Projekt 613) und Leichte Kreuzer der Swerdlow-Klasse (Projekt 68bis) und in den 1960er Jahren auch Helikopterträger der Moskwa-Klasse und Flugzeugträger der Kiew-Klasse und der Admiral-Kusnezow-Klasse.
Zudem baute die Schwarzmeer-Werft Einheiten für die Handelsmarine und die sowjetische Fischereiflotte sowie Spezialschiffe. Sie lieferte nun auch Wasserfahrzeuge für Reedereien anderer Länder, zum Beispiel nach Deutschland, Schweden, Bulgarien, Rumänien, Portugal und Indien.
Die Konstruktionspläne für die Schiffe kamen teilweise von den Ingenieursabteilungen der Werft selbst und zudem unter anderem vom staatlichen Forschungs- und Designzentrum für Schiffbau in Mykolajiw. 1956 wurde das Planungsbüro Tschernomorsudoprojekt gegründet, um die Schiffbauingenieure der Werften von Mykolajiw zusammenzuführen. Das Industrieministerium der Ukraine gliederte die Werft in die staatliche Schiffbauorganisation Meridian ein.
Der Bauhafen der Schwarzmeer-Werft verfügt über zwei Slipanlagen, die zwischen dem Seehafen und dem Getreidehafen des Unternehmens Nibulon liegen, sowie ein Trockendock. Das Werftgelände ist vom ehemaligen Stadtbahnhof von Mykolajiw, dem heutigen Bahnhof Mykolajiw-Wantaschnyj (Güterbahnhof Mykolajiw), mit Werkgleisen an das Eisenbahnnetz angebunden.

## Gebaute Schiffe (Auswahl)

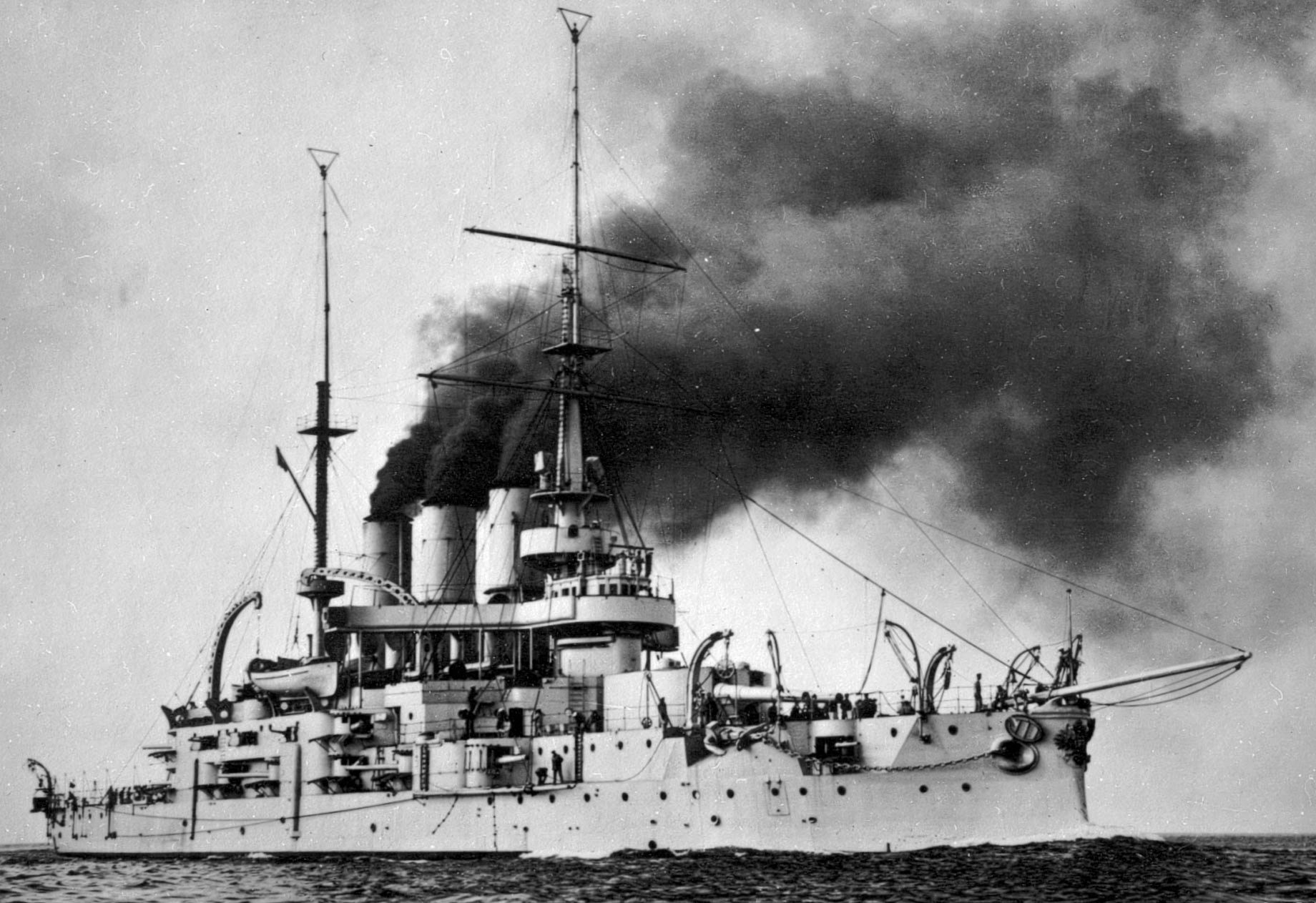
Die Knjas Potjomkin Tawritscheski

- Schlachtschiff Knjas Potjomkin Tawritscheski, später Panteleimon (1904; Thema des Stummfilms Panzerkreuzer Potemkin)
- Unterseeboot Krab (Stapellauf 1912)
- Dreadnought Imperatriza Jekaterina Welikaja (1914)
- Unterseeboot Dekabrist (1929)
- Zerstörer Bodry (1936)
- Schlachtschiff Sowjetskaja Ukraina (1938)
- Kreuzer Woroschilow (1939)
- Zerstörer Swobodny
- Kreuzer Stalingrad (nicht fertiggestellt)
- Unterseeboote der Whiskey-Klasse (Projekt 613)
- Kreuzer Admiral Nachimow (1951)
- Leichter Kreuzer Michail Kutusow (1952)
- Stückgutfrachtschiffe der Poltava-Klasse
- Flugdeckkreuzer Moskwa (1965)
- Flugdeckkreuzer Leningrad (1965)
- Flugdeckkreuzer Kiew (1972)
- Flugdeckkreuzer Minsk (1975)
- Waffentransportschiff Projekt 323V (1978)
- Flugdeckkreuzer Noworossijsk (1978)
- Flugzeugträger Baku, später Admiral Gorschkow, seit 2013 als Vikramaditya bei der indischen Marine im Einsatz
- Flugzeugträger Admiral Kusnezow (1985)
- Flugzeugträger Uljanowsk (Kiellegung 1988, ab 1992 in unfertigem Zustand verschrottet)
- Flugzeugträger Riga, später umbenannt in Warjag, 1998 noch in unfertigem Zustand an eine Firma in Macau verkauft und später von der chinesischen Volksmarine ausgerüstet und als Liaoning in Dienst gestellt

## Bilder

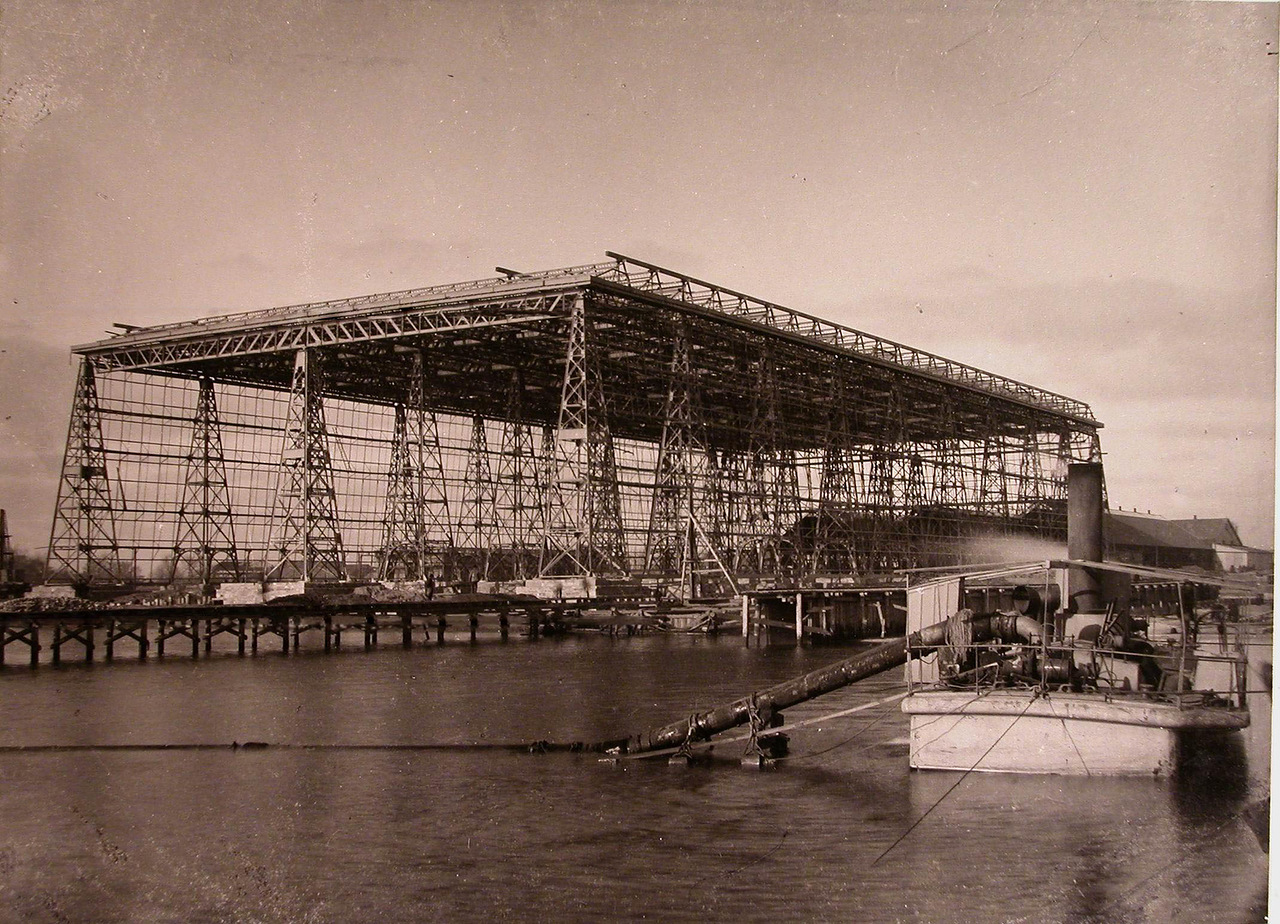
Helgenkrangerüst der Schwarzmeerwerft, um 1900
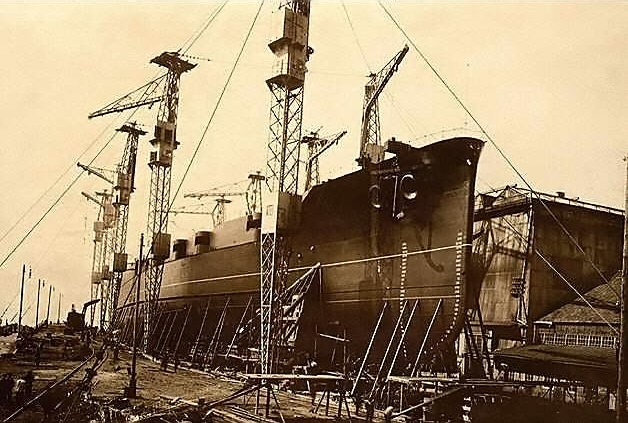
Stapellauf der Imperatriza Jekaterina Welikaja
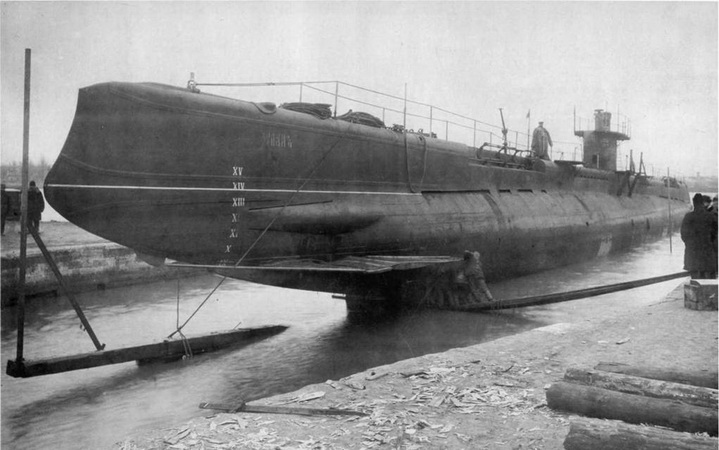
Unterseeboot auf der Slipanlage, 1917
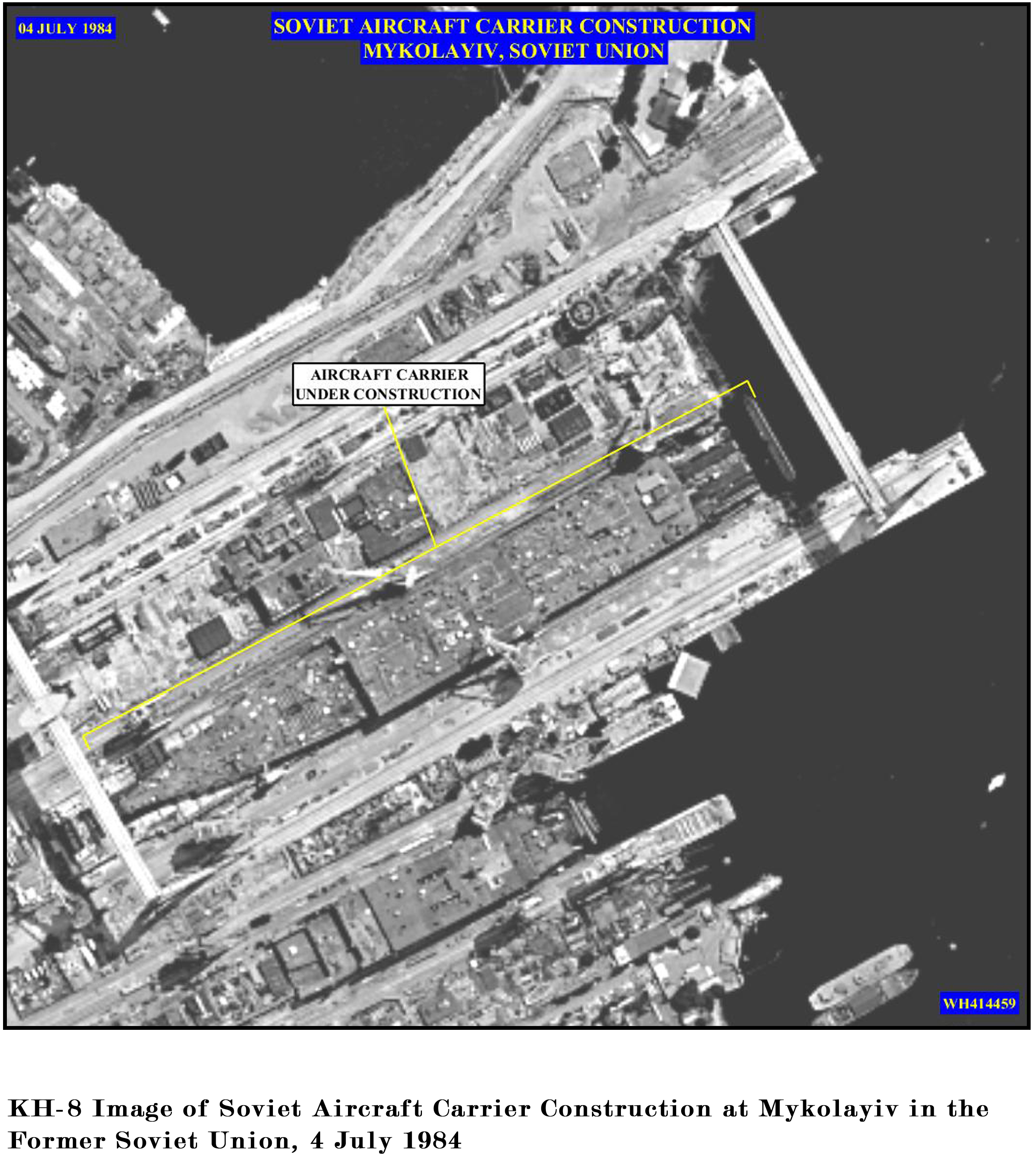
Aufnahme des Satelliten KH-8 von einem Teil  der Werft mit dem in Bau befindlichen Flugzeugträger Admiral Kusnezow, 1984
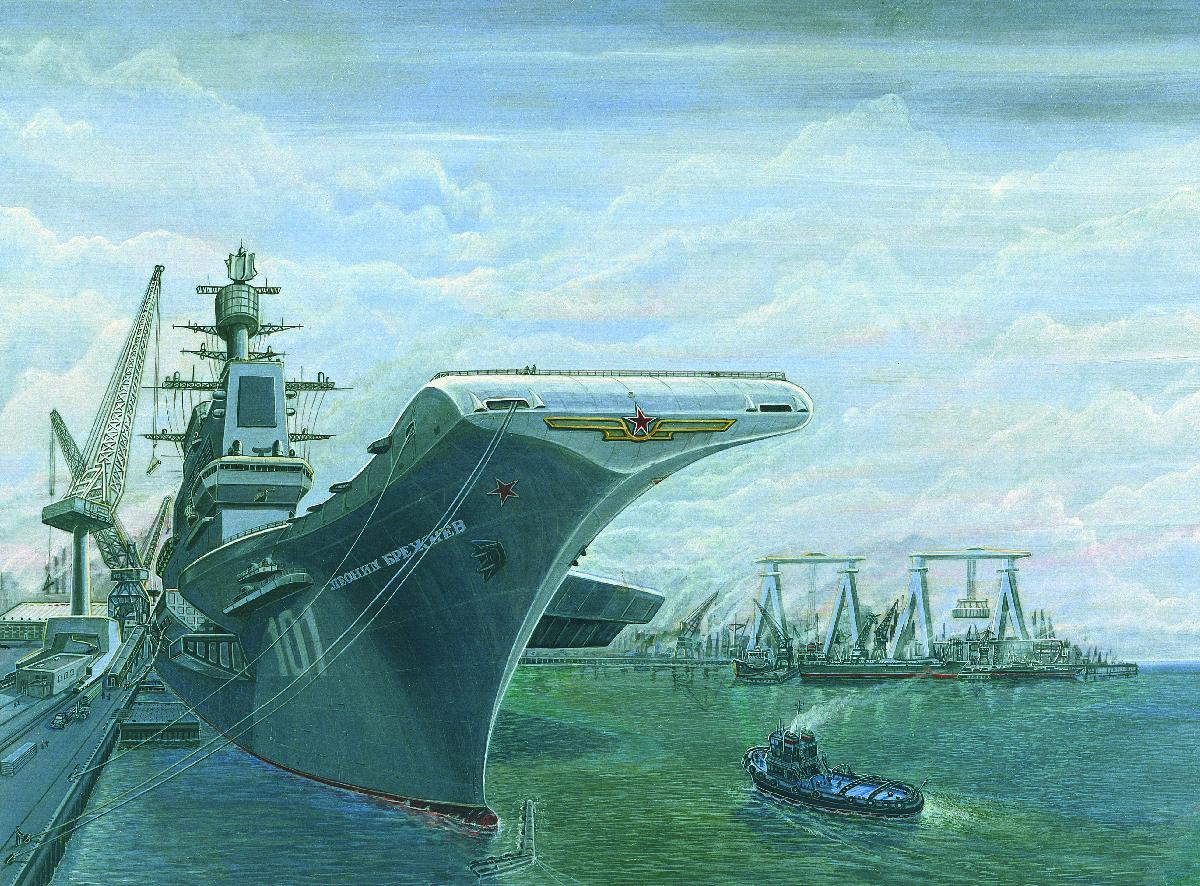
Künstlerische Darstellung des Bauhafens der Werft Mykolajiw Süd mit einem Flugzeugträger